# Adeshoides asulcatus
Adeshoides asulcatus är en stekelart som beskrevs av Van Achterberg 1983. Adeshoides asulcatus ingår i släktet Adeshoides och familjen bracksteklar. Inga underarter finns listade i Catalogue of Life.